# 陳兆豐 (光緒進士)
陳兆豐，字彥滋，號雪巖，福建長樂人。清末官員。

## 生平
陳兆豐為光緒十八年（1892年）壬辰科進士。選庶吉士。散館改四川平武縣知縣。